# ریچارد کریسپ
ریچارد کریسپ (انگلیسی: Richard Crisp؛ زادهٔ ۲۳ مهٔ ۱۹۷۲) بازیکن فوتبال اهل بریتانیا است.
از باشگاه‌هایی که در آن بازی کرده‌است می‌توان به باشگاه فوتبال اسکانتورپ یونایتد و باشگاه فوتبال استون ویلا اشاره کرد.